# Sakari Salminen
Sakari Jalmari Salminen (Pori, 31 maggio 1988) è un hockeista su ghiaccio finlandese.

## Palmarès

### Olimpiadi invernali
- Bronzo a Soči 2014